# Frederic V de Suàbia
Frederic V de Hohenstaufen (1164 - 1170) va ser duc de Suàbia des de 1167 fins a la seva mort als sis anys.
Era el primogènit de l'emperador Frederic Barba-roja i la seva muller Beatriu, comtessa de Borgonya. Va rebre el ducat de Suàbia als tres anys quan seu cosí segon Frederic IV va morir sense descendència.